# Eugenia Fuscaldo
Eugenia Fuscaldo Peralta (San José, 9 de abril de 1953) es una actriz costarricense. Muy conocida por el personaje de Doña Tere en la serie La Pensión producida por Producciones Orosi, que transmitía Teletica Canal 7  de Costa Rica). Además, desde 2015 es parte del jurado del programa Tu cara me suena.

## Carrera
La actriz Eugenia Fuscaldo, es una mujer fuerte, madre sensible y profesional con aplomo y destreza, ya sea en televisión o en el escenario de un teatro.
La actuación ha marcado su vida. La reconocen en cualquier lugar porque desde 1999 ella personifica a doña Tere, la dueña y administradora de La Pensión; una ficticia casa donde conviven el humor, las rencillas y toda clase de acontecimientos divertidos. 
Pero esta viuda de clase media es solo uno, quizás el más conocido, de los personajes que interpreta.
Su carrera empezó en la década de los ochenta, cuando interpretó personajes muy ticos como la querida Auristela, aquella mujer de origen humilde que hacía reír al público con un humo pícaro, y la orgullosa doña Cata. Después de participar en la obra Cosas de Mujeres, en 1990, Fuscaldo regresó al teatro en octubre de 1997, para el Festival de la Risa, y en el 2000 como parte de la coreografía Bosnia, de Cristina Gigirey.
El cine también la sedujo y tuvo su espacio en el cortometraje "La pasión de nuestra señora", de Hilda Hidalgo, en 1998. Su debut en la televisión ocurrió hace más de cuatro décadas con la serie "Hay que casar a Marcela", la primera telenovela costarricense , estrenada en 1978.
“Me gustan los personajes que están más lejos de mí. Y me encanta tanto el drama como la comedia” indicó. Asegura que cada vez que actúa siente la necesidad de comunicarme a fondo con el público y un compromiso por hacerlo cada vez mejor.
Respecto a sus aportes al mundo de los escenarios teatrales, asegura que lo principal ha sido la perseverancia en la actuación. “Mi generación es como un puente entre los fundadores del teatro en Costa Rica y las nuevas generaciones”, concluyó.
La señora Fuscaldo acumula una enorme trayectoria frente a las cámaras de la televisión nacional y aunque empezó en la década de los 70, siendo  una de las actrices con más experiencia acumulada en la televisión nacional. En la actualidad es conocida por doña Tere , uno de los pocos personajes sobrevivientes del elenco original del programa La Pensión . Ella interpreta a la dueña de una pensión, ubicada en el Barrio Otoya, cuyos inquilinos viven situaciones hilarantes, humanas y actuales.
Fuscaldo engalana la pantalla chica desde finales de los años 70, cuando participó como protagonista de la telenovela Hay que casar a Marcela, y a la década siguiente caracterizó los contrastantes personajes de Auristela (una inocente y sencilla joven que venía de largo a la capital), y doña Cata (una señora que se sentía dueña de la alta sociedad costarricense). Personajes, que ponian el humor en las transmiciones de las corridas de los Toros a la Tica de los 80s. También participó en muchas obras en el Teatro del Ángel.
Hizo una pausa en su carrera para luego regresar con el papel protagónico del cortometraje de cine La Pasión de Nuestra Señora, mismo que logró excelentes críticas y la puso en una prueba personal luego de la inactividad.

## Premios
| Premio | País       | Año  |
| --- | ---------- | ---- |
| Premio Nacional de Teatro. (Mejor Actriz de Reparto por el personaje Azucena del Río en la obra El Premio Flaco) | Costa Rica | 1983 |